# Limon (Colorado)
Limon és una població dels Estats Units a l'estat de Colorado. Segons el cens del 2000 tenia 2.071 habitants.

## Demografia
Segons el cens del 2000, Limon tenia 2.071 habitants, 823 habitatges, i 517 famílies. La densitat de població era de 432,2 habitants per km².
Dels 823 habitatges en un 36,8% hi vivien nens de menys de 18 anys, en un 49,1% hi vivien parelles casades, en un 10,2% dones solteres, i en un 37,1% no eren unitats familiars. En el 33,9% dels habitatges hi vivien persones soles el 14,6% de les quals corresponia a persones de 65 anys o més que vivien soles. El nombre mitjà de persones vivint en cada habitatge era de 2,45 i el nombre mitjà de persones que vivien en cada família era de 3,21.
Per edats la població es repartia de la següent manera: un 31,1% tenia menys de 18 anys, un 5,8% entre 18 i 24, un 28% entre 25 i 44, un 18,8% de 45 a 60 i un 16,3% 65 anys o més.
L'edat mediana era de 36 anys. Per cada 100 dones de 18 o més anys hi havia 82,7 homes.
La renda mediana per habitatge era de 33.565 $ i la renda mediana per família de 42.850 $. Els homes tenien una renda mediana de 30.938 $ mentre que les dones 23.705 $. La renda per capita de la població era de 16.256 $. Entorn del 6,2% de les famílies i el 10,3% de la població estaven per davall del llindar de pobresa.

## Poblacions més properes
El següent diagrama mostra les poblacions més properes.